# Токташево
Токта́шево (рос. Токташево, чув. Пакаш) — присілок у складі Козловського району Чувашії, Росія. Входить до складу Солдибаєвського сільського поселення.
Населення — 74 особи (2010; 78 у 2002).
Національний склад:
- чуваші — 95 %